# Audrey Munson

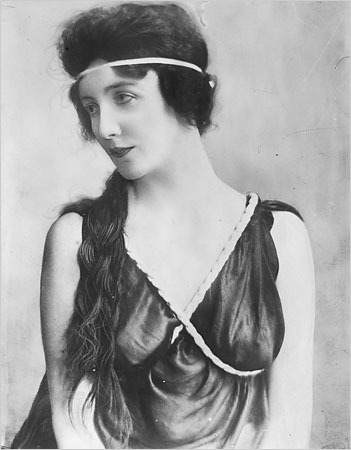
Audrey Munson en 1922.

Audrey Munson (Rochester, Nueva York, 8 de junio de 1891 -Ogdensburg (también Nueva York), 20 de febrero de 1996) fue una modelo y actriz cinematográfica estadounidense. Conocida también como "La señorita de Manhattan", "la muchacha de la Exposición", y la "Venus de América". Sirvió de modelo o de inspiración para más de 15 estatuas de la ciudad de Nueva York.
En todas sus películas hay escenas en las que aparece completamente desnuda.

## Biografía

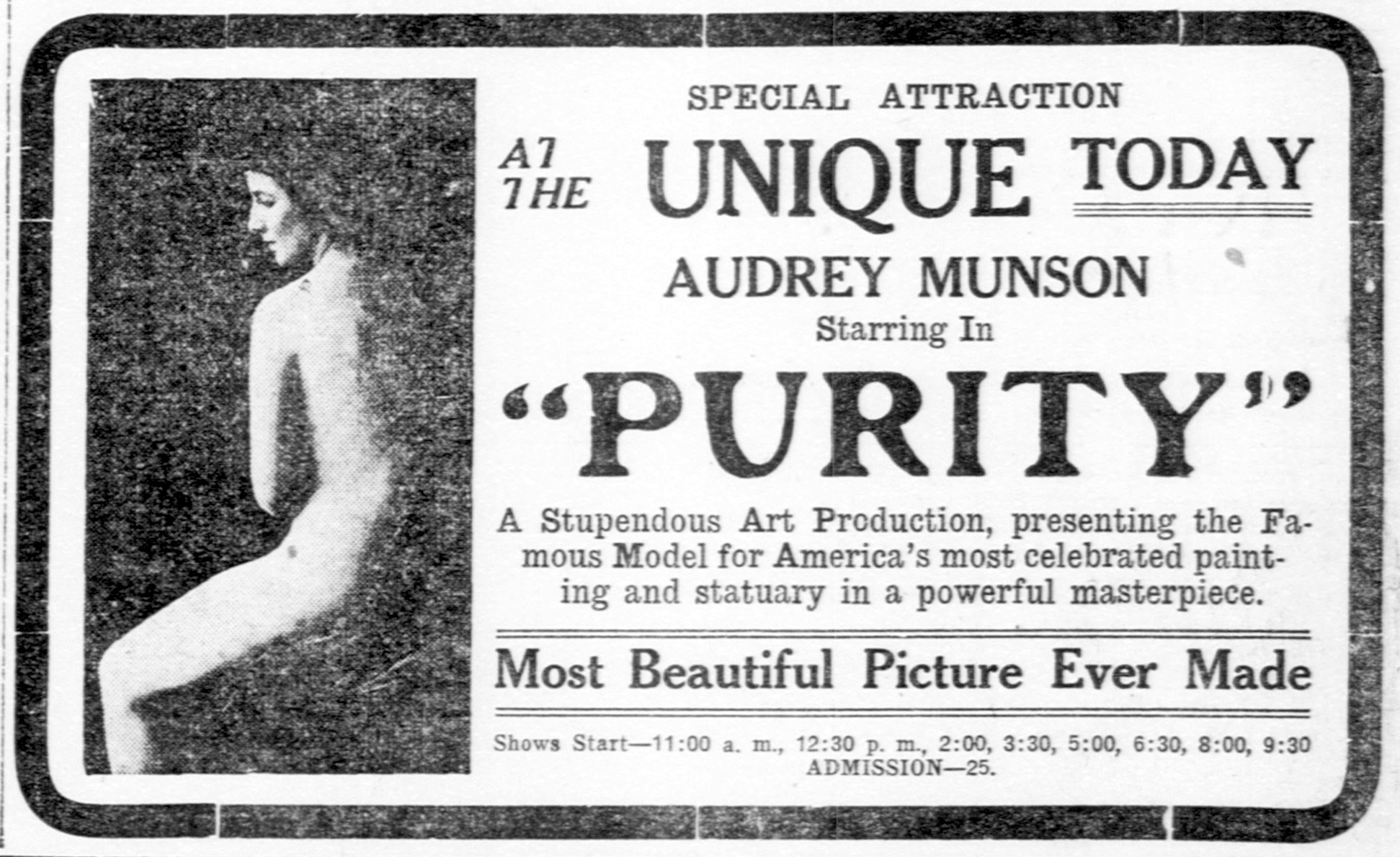
Anuncio de la película Purity.

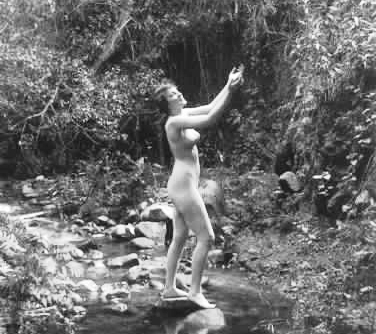
Audrey Munson en Purity, 1916.

Sus padres, Edgar Munson y Katherine "Kittie" Mahaney, se divorciaron cuando ella era joven y Audrey y su madre se mudaron a la ciudad de Nueva York . En 1906, cuando Audrey tenía 15 años, fue descubierta en la calle por el fotógrafo Ralph Draper, que a su vez la presentó a su amigo el escultor Isidore Konti. Konti persuadió a la joven para que trabajara de modelo para él. Durante la siguiente década Audrey se convirtió en la modelo preferida de muchos escultores y pintores en Nueva York . En 1915 fue elegida por Alexander Stirling Calder como modelo de la escultura de la Exposición Internacional Panamá-Pacífico (PPIE) celebrada ese mismo año. Posó para las tres cuartas partes de la escultura en ese evento, así como de numerosas pinturas y murales.

En 1916, probablemente como resultado de una exposición en el PPIE, Audrey se quedó a vivir en California y empezó a trabajar en el cine. Fue la protagonista de cuatro películas. La primera, La inspiración , relata la historia de la modelo de un escultor. Fue la primera vez que apareció una mujer desnuda en una película no pornográfica. Los censores se mostraron reacios a prohibir la película, porque en tal caso también tendrían que prohibir el arte clásico  y el renacentista. Las películas en las que aparecía Audrey Munson eran un éxito de taquilla y los comentarios sobre ellas eran muy diversos. 
En 1919 Munson volvió a Nueva York, donde vivió con su madre en una casa de huéspedes propiedad del Dr. Walter Wilkins. Wilkins se enamoró de ella y planeó el asesinato de su esposa, Julia, para poder casarse con Munson. A pesar de que Munson y su madre habían salido de Nueva York antes del asesinato, la policía quería interrogarlas por lo que hubo una verdadera persecución que concluyó en Toronto, Canadá. Allí ambas declararon que se habían ido a petición de la señora Wilkins. Esto satisfizo a la policía, pero la publicidad negativa generada por el caso terminó con la carrera de Munson como modelo y actriz. Wilkins fue juzgado, declarado culpable y condenado a la silla eléctrica. Pero se ahorcó en su celda.
Tras la difamación que sufrió y la consecuente falta de trabajo, el 27 de mayo de 1922, Audrey Munson intentó suicidarse bebiendo una solución de bicloruro de mercurio. Ese fue el comienzo de su paranoia. En 1931 un juez ordenó su internación en un centro psiquiátrico cuando tenía 39 años. Permaneció internada allí durante los siguientes 65 años hasta su muerte a los 104 años de edad en 1996.

## Filmografía
- Inspiration (1915)
- Purity (1916)
- Girl O'Dreams (1917)
- Heedless Moths (1921)

## Comentario
Durante mucho tiempo, todas las películas de Audrey Munson se creyeron perdidas, hasta que se descubrió una copia de Purity en Francia.